# Batallón de Comunicaciones 121
El Batallón de Comunicaciones 121 «Coronel de Guardias Nacionales Doctor Adolfo Alsina» es una unidad de comunicaciones del Ejército Argentino dependiente del Comando de 1.ª División de Ejército, y basada en la Guarnición de Ejército «Mercedes», en la provincia de Corrientes.
Durante el terrorismo de Estado y basado en la Guarnición de Ejército «Rosario», albergó en su cuartel un centro clandestino de detención.

## Historia
El Batallón de Comunicaciones 121 se creó el 16 de noviembre de 1964 en la Guarnición Militar Rosario.
En abril de 1974 recibió un ataque del Ejército Revolucionario del Pueblo, el cual resultó frustrado.
El 24 de septiembre de 1974 en Rosario, un grupo de cuatro guerrilleros asesinaron a balazos al teniente primero Luis Roberto Bzric, quien revistaba en el Batallón de Comunicaciones 121.
El Batallón de Comunicaciones de Comando 121 integró el Agrupamiento B que se desplazó a la provincia de Tucumán por orden del Comando General del Ejército para reforzar la V Brigada de Infantería que llevaba adelante el Operativo Independencia. El Agrupamiento B se turnaba con los Agrupamientos A y C, creados para el mismo fin.
Entre diciembre de 2006 y marzo de 2007 fue trasladado a la localidad de Mercedes desde su anterior asiento en Rosario.
En 2013 en un acto desarrollado que reunió a sobrevivientes y militantes de derechos humanos, se fijó un cartel que explica que allí funcionó desde mediados de 1976 y hasta mayo de 1980 un centro de detención clandestino.